# Perspectiva de juventudes

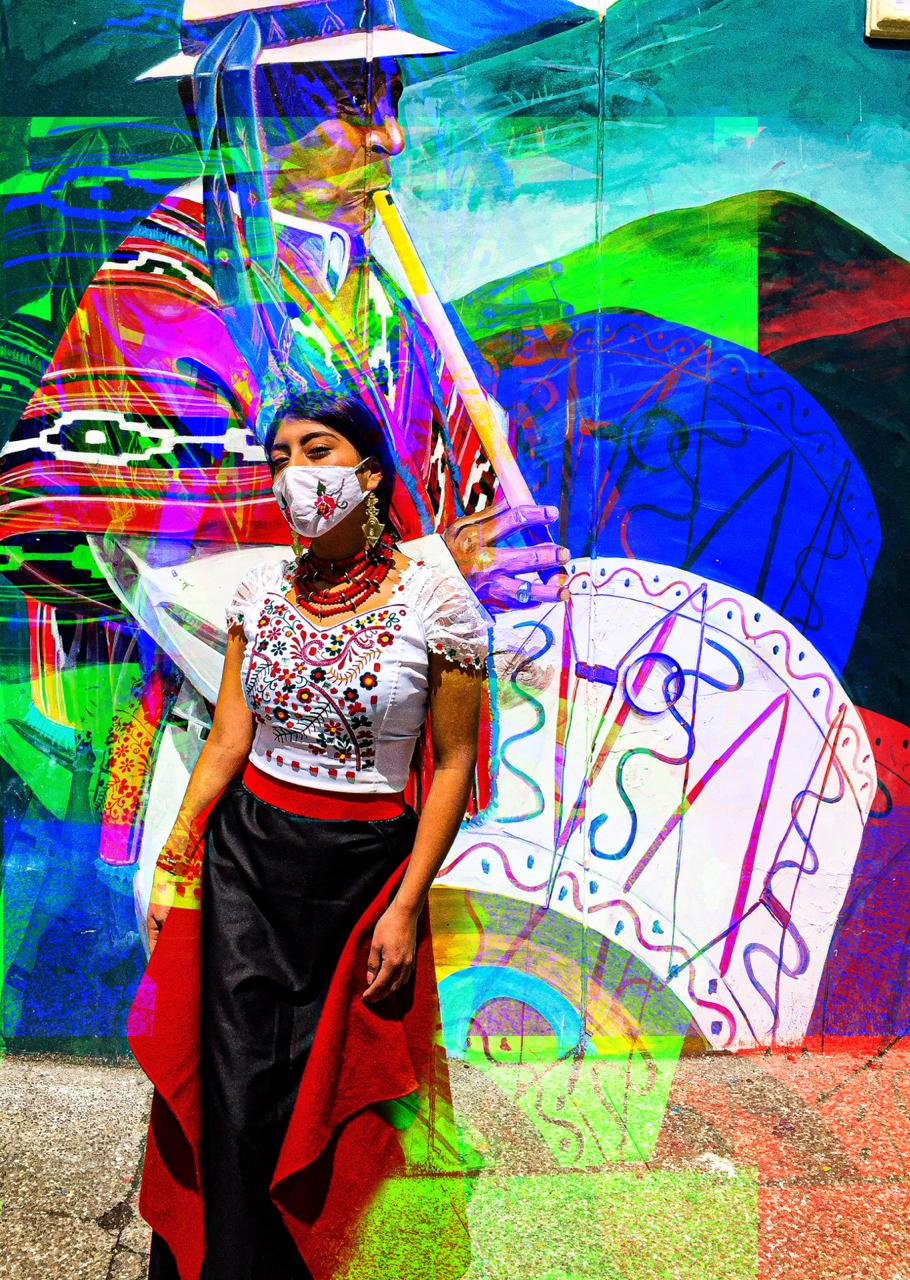

La perspectiva de juventudes es un concepto impulsado por los movimientos de juventudes, que buscan visibilizar las barreras que enfrentan para participar, ser tomadas en cuenta y ejercer sus derechos debido al esquema de opresión adultocentrista sobre el que se han construido las sociedades en la historia. Busca insertar las realidades, problemáticas, necesidades y opiniones de las juventudes en la agenda pública, desde la viva voz de las juventudes, para promover la articulación intergeneracional y erradicar los discursos que legitiman el condicionamiento de los derechos.
Identifica al adultocentrismo como un esquema que oprime a las personas jóvenes generando estigmas sobre quiénes son y el rol que desempeñan en las sociedades; una forma de discriminación edadista que genera relaciones asimétricas de poder entre las edades, afectando a las personas infantes, adolescentes y jóvenes al subordinarlas a las personas adultas que de forma sistemática, invisibilizan sus necesidades, problemáticas, experiencias; imponiendo planes, formas de vida; y negando la posibilidad de tejer vínculos de solidaridad intergeneracional.
En ese sentido, la perspectiva de juventudes se opone al adultocentrismo y lo hace desde cambiar la forma en que históricamente se nombró a las personas jóvenes. Ahora hablan de ellas en plural “juventudes”, reconociendo en las personas jóvenes diversas identidades, orientaciones, contextos y expresiones socioculturales.
Rechazan las visiones y estereotipos que se han construido históricamente sobre las juventudes; visibilizan un problema de discriminación estructural en razón de su edad y construyen una nueva visión, desde donde se posicionan como: sujetos de derechos (implica que todos sus derechos humanos deben ser reconocidos, respetados y garantizados, sin estar condicionados a su edad); actores clave del desarrollo (no son una población vulnerable, sino actores fundamentales para el desarrollo de los países);  el presente (no es una etapa de preparación para la vida adulta, es una forma de ser persona hoy, válida y respetable); con autonomía progresiva (con capacidad de decidir sobre sus planes de vida y asumir responsabilidades de forma gradual, por lo que la responsabilidad del Estado, sociedad, familia es generar condiciones necesarias para que puedan hacerlo).

## Metodología
La perspectiva de juventudes permite identificar, desarrollar y fomentar prácticas sociales y mecanismos jurídicos e institucionales que garanticen que las personas jóvenes sean reconocidos como sujetos de derechos, con capacidad de agencia y con libertad sobre sus planes de vida. Como metodología ha implicado un cambio de paradigma, para dejar de definir a las juventudes desde la visión que las personas adultas tienen sobre ellas. Lydia Alpízar y Marina Bernal señalan que muchos estudios, políticas públicas, leyes son realizados por personas (adultas o jóvenes) que consideran que desde su lugar saben lo que piensan, necesitan o sienten las personas jóvenes, sin tomar en cuenta la opinión de las y los jóvenes.  Por lo que las juventudes se han posicionado para que se incorpore la perspectiva de las juventudes en todas las cosas que les involucre bajo el emblema “nada sobre las juventudes sin las juventudes”.

## Antecedentes
Lydia Alpízar y Marina Bernal hacen un recuento de las diferentes visiones que se han tenido sobre la juventud en la historia así como de las aproximaciones teóricas con las que se ha abordado el concepto de juventud.
- Juventud como etapa del desarrollo psicobiológico humano. Esta visión ha sido una de las que ha tenido mayor impacto en el imaginario colectivo sobre la juventud. Define a la juventud como problema, etapa de crisis y con presencia común de patologías. Esta perspectiva ha generado que se mire a la juventud como un momento de «riesgo» o «peligro», porque define características de lo que es “normal” y “anormal” en el comportamiento de las personas adolescentes y jóvenes.

- Juventud como momento clave para la integración social. Define a la juventud como una etapa en la cual la gente joven debe formarse y adquirir todos los valores y habilidades para una vida adulta productiva. Se ve a la juventud como «proceso de transición», lo cual invisibiliza el valor de las juventudes en el presente y reproduce acciones de control y tutela sobre las juventudes.

- Juventud como dato sociodemográfico. Ubica a la juventud como grupo de personas que comparte un rango etario (que cambia por país) que se aborda desde un punto de vista poblacional. Si bien permite reconocer la importancia que tienen las juventudes como grupo, pueden convertirse en datos estadísticos que tiende a homogeneizarlos, invisibilizando la diversidad de contextos, necesidades y realidades.

- Juventud como agente de cambio. Esta visión está fuertemente influenciada por el materialismo histórico. Los estudios realizados desde esta perspectiva tienden a tener una visión muy idealista de la juventud, ubicando a este grupo como «agentes» y como motores de la revolución, destacando y reconociendo su aporte en procesos de cambio social significativos.

- Juventud como problema de desarrollo. Esta visión define a la juventud como problema de desarrollo, debido a la alta incidencia de desempleo, consumo de sustancias ilícitas, embarazos adolescentes, uniones tempranas, etc. Si bien reconoce la necesidad de generar acciones e inversiones específicas en este grupo etario, reproduce el estigma de la juventud como un grupo vulnerable, invisibilizando que son las condiciones estructurales las que colocan a la juventud en condiciones de vulnerabilidad.

- Juventud y generaciones. Esta visión ubica a la población joven a partir de sucesos históricos significativos. En este caso, la juventud es definida como un grupo generacional, que suele compararse con otras generaciones de jóvenes (que ya no lo son más). Esta perspectiva ha generado estereotipos sobre la gente joven de determinada época, por ejemplo, los baby boomers, millennials, generación x, generación z.

## Juventud como construcción social
La perspectiva más reciente parte de aproximaciones teóricas hechas desde la antropología y la sociología desarrolladas en los últimos treinta años,  definen la juventud como una construcción sociocultural. Esto significa que la juventud permanentemente se está construyendo y re-construyendo, históricamente. Cada sociedad define a la «juventud» a partir de sus propios parámetros culturales, sociales, políticos y económicos, no hay una definición única o que aplique siempre. De esta forma, al ser una construcción social, las visiones tradicionales sobre la juventud se pueden transformar, de-construir y reconstruir y sustituir. 
José Manuel Valenzuela Arce habla de la condición juvenil como categoría y conceptualiza la juventud como construcción sociocultural históricamente definida. Él entiende las identidades juveniles como productos de procesos de disputa y negociación entre las representaciones externas a los/as jóvenes y las que ellos/as mismos/as adoptan.. Por su parte, Carles Feixa distingue a la juventud como una condición transitoria, a diferencia de otras condiciones sociales como la etnia, la raza o el género.
Sin embargo, la perspectiva de juventudes utiliza un enfoque de etapas de vida, lo que significa reconocer que todas las etapas de la vida son transitorias entonces ninguna puede  justificar la discriminación y violencia basada en la edad y que lo que sucede en una etapa, tiene repercusiones en el resto.

## Rangos etarios por país
La “juventud” no está homologada a un rango etario idéntico en todos los países, sino que cada uno define el propio y se encuentra determinada por el contexto social, étnico y cultural. En la siguiente tabla se identifica el rango etario de algunos países de América Latina, la ley y el instituto o ministerio con la que fue determinada: 
| Rango etario       | País       | Ley | Instituto/Ministerio                                                                                     |
| ------------------ | ---------- | --- | --- |
| 12 a 29 años       | México     | Ley del Instituto Mexicano de la Juventud                                                                       | Instituto Mexicano de la Juventud                                                                        |
| 14 a 26 años       | Colombia   | Ley de la Juventud °375 de 1997                                                                                 | Consejería Presidencial de la Juventud                                                                   |
| 14 a 29 años       | Uruguay    | Ley núm. 16170 Convención Iberoamericana de Derechos de los Jóvenes (Ley núm. 18270)                            | Instituto Nacional de la Juventud                                                                        |
| 15 a 24 años       | Argentina  | Se encuentra en proyecto de Ley                                                                                 | Instituto Nacional de la Juventud                                                                        |
| 15 a 29 años       | Chile      | Ley 19.042 sobre la regulación del instituto de la juventud                                                     | Instituto Nacional de la Juventud (INJUV)                                                                |
| 15 a 29 años       | Perú       | Política Nacional de Juventud                                                                                   | Secretaría Nacional de la Juventud (SENAJU)                                                              |
| 15 a 30 años       | Guatemala  | Está en el Congreso la iniciativa de ley 3896, Ley Nacional de la Juventud, hasta la fecha no ha sido aprobada. | Consejo Nacional de la Juventud (CONJUVE)                                                                |
| 15 a 29 años (INE) | Bolivia    | Ley de la Juventud °342                                                                                         | Dirección Plurinacional de la Juventud a cargo del Ministerio de Justicia                                |
| 15 a 29 años       | Venezuela  | No hay Ley de juventudes en Venezuela                                                                           | Ministerio del Poder Popular para la Juventud y Deportes                                                 |
| 18 a 29 años       | Ecuador    | Ley General de la Juventud del Ecuador                                                                          | Dirección Nacional de la Juventud y Adolescencia a cargo del Ministerio de Inclusión Económica y Social. |
| 12 a 30 años       | Costa Rica | Ley General de la Persona Joven                                                                                 | Consejo Nacional de la Política Pública de la Persona Joven Sistema Nacional de Juventud                 |

Por otro lado, la CEPAL da a conocer el número de personas jóvenes por país.

## Bono demográfico
En América Latina y el Caribe habitan 165 millones de personas jóvenes entre los 10 y 24 años de edad, de acuerdo al Fondo de Población de las Naciones Unidas (UNFPA),  representando así el mayor bono demográfico, es decir, la población de personas jóvenes ha alcanzado su nivel más alto por lo que  las personas jóvenes tienen y tendrán un rol muy importante en el rumbo de los países, gobiernos, economías, prácticas culturales, etc.

## Interseccionalidad
La perspectiva de las juventudes usa la interseccionalidad para identificar otras condiciones como el género, la clase, la etnia, la preferencia u orientación sexo-afectiva, la condición física o mental, entre otras, las cuales generan experiencias de lo juvenil diferenciadas que pueden conllevar desventajas sociales aumentadas.

### Juventudes LGBTTTIAQ+
Las personas jóvenes lesbianas, gays, bisexuales, transgénero, transexuales, trasvestis, intersexuales, asexuales, queer, etc, son víctimas de una sociedad basada en la hegemonía cis-hetero-patriarcal y en el binarismo de género que, sumado a una infantilización hacia las juventudes, da como resultado estigmas y prejuicios que invalidan su identidad y ponen en duda la capacidad de autoidentificación, obstaculizando el derecho al libre desarrollo de la personalidad y sus derechos sexuales y reproductivos.

### Juventudes afrodescendientes

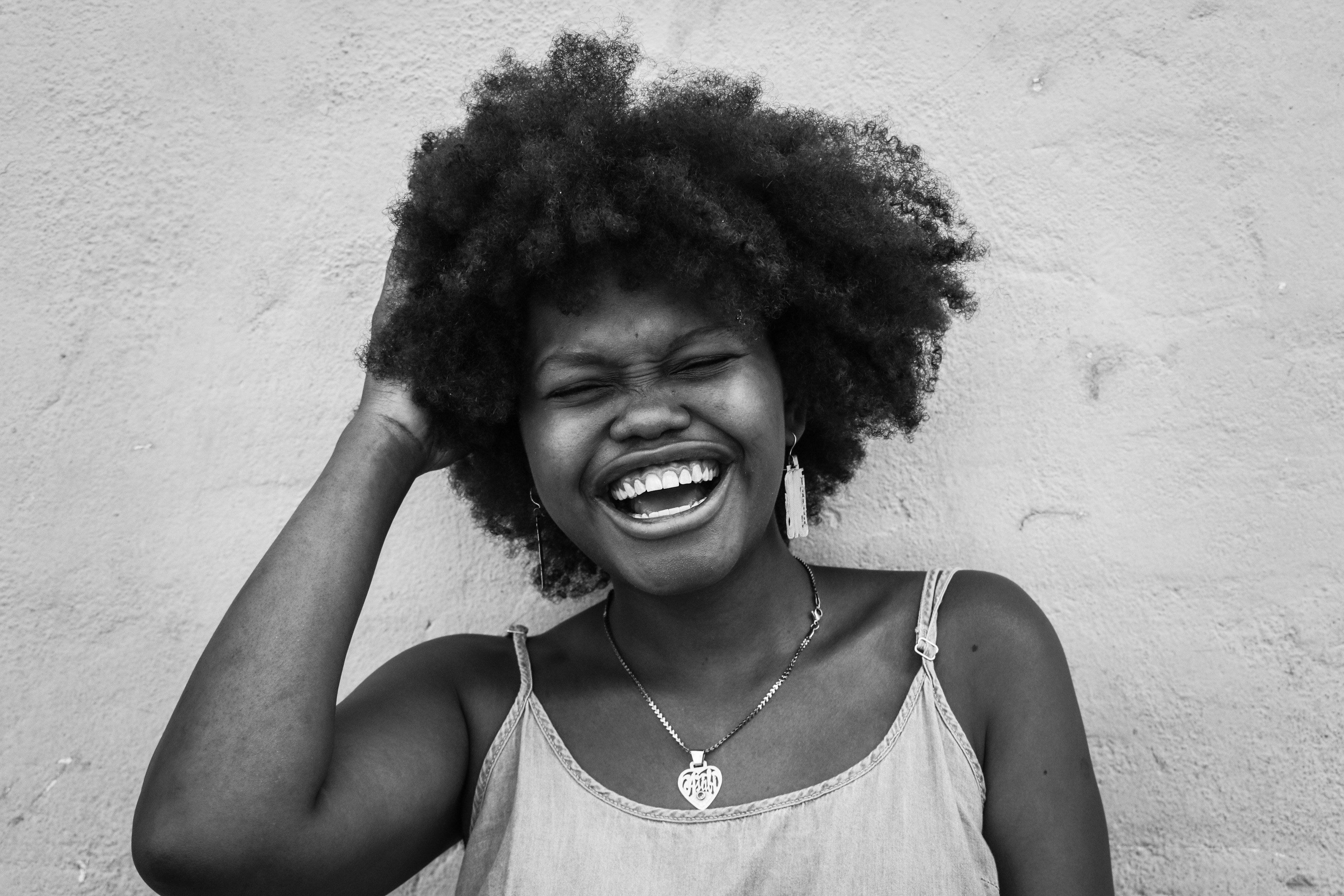

El término afrodescendiente fue adoptado el 7 de diciembre de 2009 durante la conferencia Regional de las Américas llevada a cabo en Santiago de Chile. De acuerdo con Esther Pineda se entiende como afrodescendiente a toda aquella persona, en cuyo núcleo familiar existió uno o más personas cuyo origen sea africano, independientemente de si se manifiesta o no en su tono de piel y corporalidad. De igual manera, la persona afrodescendiente puede tener o no conocimiento de su herencia e independientemente de esto, reconocerse, negar su afrodescendencia o estar en proceso de dicho reconocimiento. Las juventudes afrodescendientes son todas aquellas personas descendientes de la diáspora africana que de acuerdo a los marcos legales de cada país corresponden a un rango etario para ser consideradas jóvenes. La población afrodescendiente es considerada como un grupo en condición de vulnerabilidad, debido a la discriminación racial de la que se es víctima como un legado de la trata transatlántica.

### Juventudes indígenas

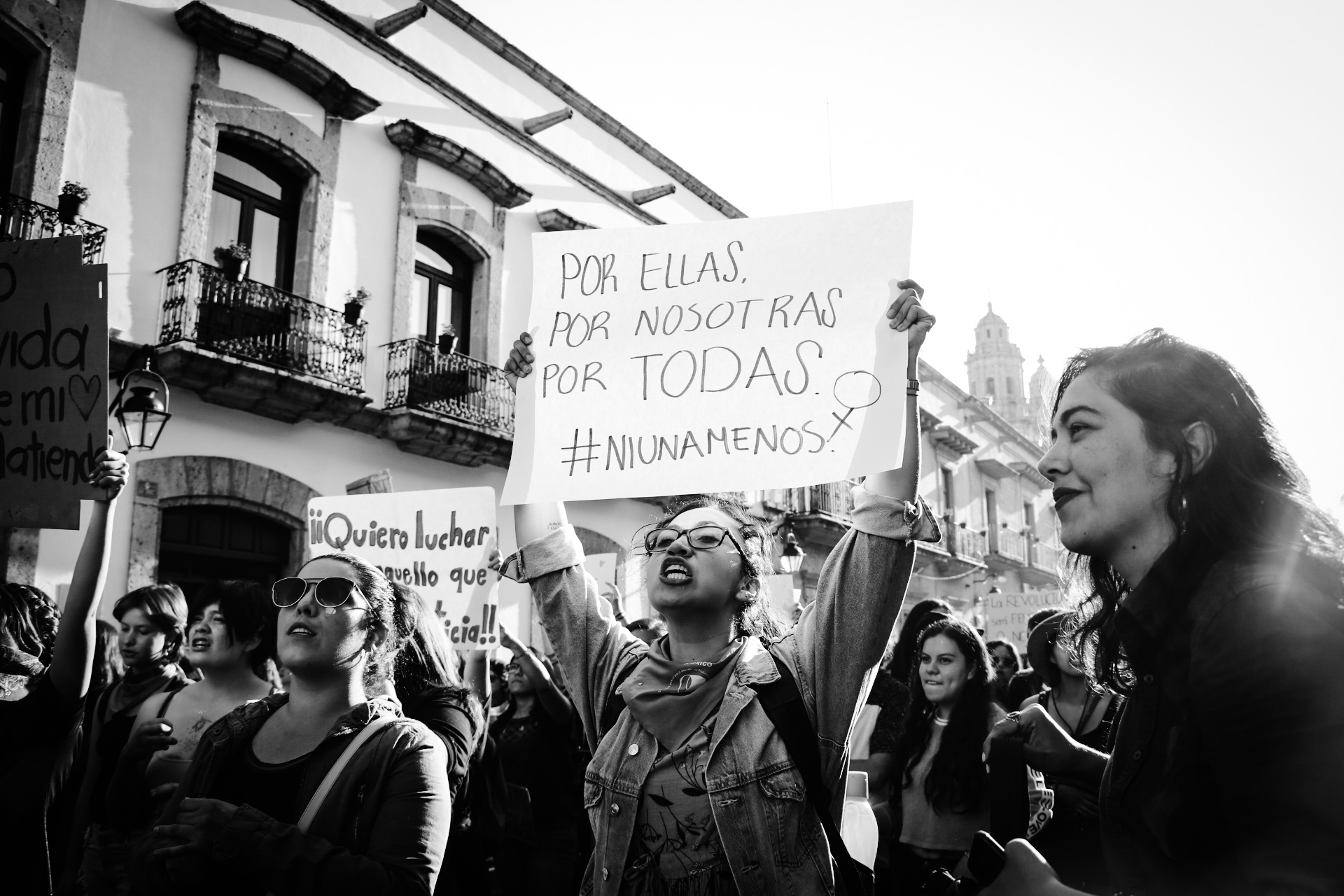

Una de las dificultades del reconocimiento de las juventudes indígenas radica en que las categorías “juventud” e “indígena” no emergen como datos directos de la realidad, sino que son categorías construidas a partir de definiciones hegemónicas y verticales. Por este motivo, las juventudes indígenas son violentadas y discriminadas directa o indirectamente, tanto por su edad, como por motivos y condiciones económicos y sociales. La exclusión de las juventudes indígenas son múltiples: violencia por residir en sus tierras,  despojo y desplazamiento forzado, barreas para acceder a la educación, discriminación por su clase o estatus social, violencia de género. Ellos y ellas son sujetos históricos y herederos de una historia étnica que resiste en el presente, así como también de una capacidad política-organizativa para la participación y defensa de sus derechos humanos. 

### Mujeres jóvenes
Las mujeres jóvenes sufren de violencia machista y adultocentrista, que implica mayor fuerza, el control y represión de su cuerpo y sexualidad; así como la imposición de roles, y el sometimiento a relaciones jerárquicas de poder. La discriminación hacia las personas jóvenes afecta de igual modo a los varones, pero la condición de mujer los potencia y multiplica las vulnerabilidades, sufriendo doble o triple discriminación.

## Problemáticas que enfrentan las personas jóvenes
Las juventudes enfrentan problemáticas que no derivan en sí de su edad, contrario a lo que expresa la visión adultocentrista, sino de las condiciones sociales que no garantizan vivir y transitar la juventud de forma digna. 
Entre esas problemáticas se encuentran: la discriminación por edad, patologización de la juventud, clientelización de las juventudes, estigmatización, homologación de las juventudes, control y represión, estrategias no interseccionales enfocadas en las juventudes, invisibilización de su diversidad, barreras para la participación activa en las decisiones que les implican, condicionamiento de sus derechos por su edad, injusticias intergeneracionales, criminalización, falta de acceso a servicios públicos, imposición de esquemas/roles anacrónicos, y en gran medida violencia institucional, familiar y social.

## Derechos de las personas jóvenes

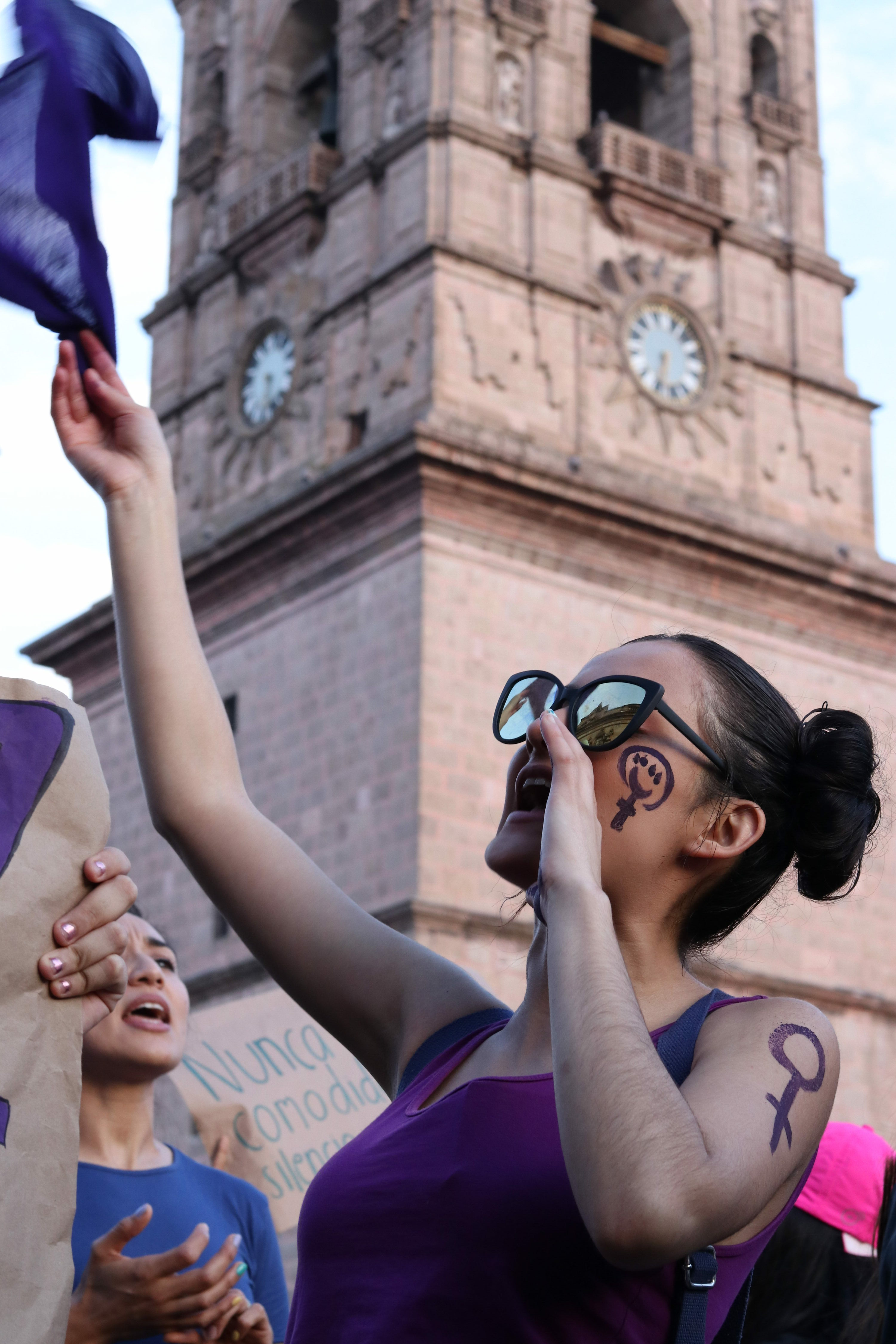
Feminismo joven

En el año 2017, se emitió la Resolución 35/14 del 35º período de sesiones del Consejo de Derechos Humanos de las Naciones Unidas. En este documento oficial se reconoce y se exhorta  a todos los Estados miembros de la ONU a que promuevan y aseguren el pleno ejercicio de todos los derechos humanos y las libertades fundamentales de los jóvenes.
Los Derechos Humanos de los jóvenes hacen referencia al pleno disfrute de los derechos humanos que tienen todas las personas por el hecho de ser personas. De acuerdo con la Alta Comisión de los Derechos Humanos (ACNUDH), en razón de su edad, las personas jóvenes se enfrentan a la discriminación y los obstáculos que dificultan el disfrute total de sus Derechos Humanos, esto limita su potencial y desarrollo. Frente al condicionamiento de los derechos de las personas jóvenes por su edad, la perspectiva de juventudes posiciona que son sujetas de derechos y se movilizan para que estos sean garantizados; algunos de los derechos que conforman la agenda de incidencia de las juventudes, son:

### Derechos sexualesyreproductivos
Las juventudes retoman el principio de “lo personal es político” del feminismo de Kate Millett, para reconocer que el cuerpo el primer espacio donde se ejercen los derechos, pero al tratarse del cuerpo joven, existe un control y represión de su sexualidad, a pesar de ser un elemento presente en todas las etapas de la vida y fundamental para la salud.  Por lo que promueven el ejercicio de una ciudadanía sexual, donde las infancias, adolescencias y juventudes, conozcan sus derechos sexuales y reproductivos y exijan que estos sean respetados, entre ellos: derecho a decidir de forma libre, autónoma e informada sobre su cuerpo y sexualidad, derecho a una vida libre de violencia física, psicológica y sexual, derecho a decidir informada y libremente sobre su vida reproductiva, derecho a la educación integral en sexualidad, entre otros que se encuentran en la Cartilla de Derechos Sexuales de Adolescentes y Jóvenes.

### Medio ambiente
Las juventudes posicionan la necesidad de garantizar el cuidado y respeto del Planeta Tierra con perspectiva de juventudes en los procesos de educación e información ambiental, en la participación ciudadana para la toma de decisiones y en el acceso a la justicia en materia ambiental, así como en el diseño, implementación y evaluación de cualquier programa que afecte y modifique las relaciones humanas con el Planeta Tierra, para hacer frente a narrativas carentes de justicia generacional.

### Trabajo decente
Según la Organización Internacional del Trabajo (OIT), existen 64 millones de jóvenes desempleados en todo el mundo y 145 millones de trabajadores jóvenes viven en la pobreza. Por esa razón, la OIT lanzó la Iniciativa Mundial sobre Empleo Decente para los Jóvenes, se trata del primer esfuerzo integral del sistema de Naciones Unidas para la promoción del empleo juvenil. El objetivo es maximizar la eficacia de las inversiones en empleo juvenil y ayudar a los países en el cumplimiento de la Agenda 2030 para el Desarrollo Sostenible.

### Participación política
Las juventudes se oponen a la clientelización de las juventudes en los partidos políticos, que limita su participación a acciones secundarias y niega su participación en posiciones de toma de decisión. En la Agenda Nacional de Juventudes señalan la necesidad de fortalecer la participación de las juventudes desde sus espacios autónomos, considerando los diferentes contextos de los que son parte; potenciar la apropiación de la identidad juvenil como identidad política; invertir en acciones que fortalezcan las capacidades de las juventudes y fortalezcan las herramientas para su incidencia en la transformación de su entorno, etc.

### Seguridad y acceso a la justicia
Las juventudes se oponen a la criminalización de las juventudes que invisibiliza las causas estructurales de la violencia y delincuencia. Exigen datos desagregados, sistematizados y accesibles; procuración e impartición de justicia con enfoques especializados y perspectiva de juventudes; mecanismos de acceso amigable a la justicia para las infancias y adolescencias; espacios de participación de personas jóvenes en la conformación de estrategias de seguridad locales y nacionales; mecanismos de justicia restaurativa con garantías de no repetición, reparadora integral de daños y preventiva, etc.

## Tratados internacionales y convenciones
Existen tratados, protocolos y convenciones internacionales donde se encuentran los derechos humanos de las personas jóvenes, aunque no se expresen de forma directa, si contemplan la cláusula de no discriminación por edad o ninguna otra circunstancia, por ejemplo:
- Declaración Universal de Derechos Humanos, 1948
- Pacto Internacional de Derechos Económicos Sociales y Culturales, 1976
- Pacto Internacional de Derechos Civiles y Políticos, 1976
- Convención Americana sobre Derechos Humanos, 1978
- Convención Interamericana para Prevenir y Sancionar la Tortura, 1987
- Convención Internacional sobre los Derechos del Niño, 1990
- Convención Interamericana para la Eliminación de todas las Formas de Discriminación contra las Personas con Discapacidad, 2001
- Protocolo de San Salvador": Protocolo Adicional a la Convención Americana en Materia de Derechos Económicos, Sociales y Culturales, 2005
- Convención Interamericana contra toda Forma de Discriminación e Intolerancia
- Principios de Yogyakarta, 2007.
- Convención Interamericana contra el Racismo, la Discriminación Racial y Formas Conexas de Intolerancia, 2013
- Convención de Belém do Pará": Convención Interamericana para Prevenir, Sancionar y Erradicar la Violencia Contra la Mujer, 2018.

Además, existe una Convención Iberoamericana de los derechos de los jóvenes, impulsada por el Organismo Iberoamericano de la Juventud, La Convención fue adoptada por dieciséis (16) estados iberoamericanos en octubre de 2005 y entró en vigor en marzo de 2008. Su Protocolo se encuentra en vías de ratificación por parte de los Estados Iberoamericanos.
| Países ratificantes (Estados parte)                                                   | Países contratantes                                                                                |
| ------------------------------------------------------------------------------------- | -------------------------------------------------------------------------------------------------- |
| - Bolivia - Costa Rica - Ecuador - España - Honduras - República Dominicana - Uruguay | - Brasil - Cuba - Guatemala - México - Nicaragua - Panamá - Paraguay - Perú - Portugal - Venezuela |

## Estrategias de protección
El reconocimiento de los derechos de las personas jóvenes, así como su condición de vulnerabilidad por las sistemáticas violaciones a los mismos, ha generado que se hayan ido desarrollando mecanismos de protección específicos, entre ellos:

### Servicios amigables
Los servicios amigables son un espacio o lugar donde se proporciona atención con calidad, considerando su edad, desarrollo evolutivo, cognoscitivo y madurez y con estricto apego a lo previsto en esta norma y en las demás disposiciones aplicables, a las personas de este grupo etario, para contribuir a que tomen decisiones libres, responsables e informadas en materia de salud sexual y reproductiva. Según el Observatorio de juventud para América Latina y el Caribe de la CEPAL, en la región existen 28 países que poseen instituciones especializadas para atender a las juventudes.
Se caracterizan porque la atención se proporciona por personal empático, sensibilizado y capacitado; en un clima de confidencialidad y privacidad, con trato digno, equitativo y respetuoso, sin discriminación de ningún tipo, respetando los derechos humanos, particularmente los sexuales y reproductivos, con perspectiva de género y considerando su pertenencia cultural.

### Justicia especializada
La justicia especializada implica garantizar el acceso, procuración e impartición de justicia con enfoques diferenciados y perspectiva de juventudes; asegurar mecanismos de acceso amigable; garantizar los derechos a la verdad y justicia; generar datos desagregados, sistematizados y accesibles, por edad, sexo, género, origen étnico y lugar de procedencia, sobre víctimas, incidencia delictiva e impartición de justicia, etc.

### Interés superior del menor
El principio del “interés superior del niño o niña”, también conocido como el “interés superior del menor”, es un conjunto de acciones que buscan garantizar un desarrollo integral (material, afectiva), que permita vivir plenamente y alcanzar el bienestar y protección del menor. Este principio implica su consideración primordial en el diseño de las políticas públicas y en la elaboración de normativa concerniente a la infancia. La Corte ha señalado la obligación de respetar plenamente el derecho de niñas, niños, adolescentes y jóvenes a ser escuchado en todas las decisiones que afecten su vida, siendo no solo un derecho en sí mismo, sino uno que debe tenerse en cuenta para interpretar y hacer respetar todos sus demás derechos.

## Violación a los derechos de las juventudes
La Comisión Interamericana de Derechos Humanos (CIDH) ha emitido en los últimos años, medidas cautelares a diversidad personas, identificadas como “jóvenes” o “juventudes”.

## Incidencia juvenil
El movimiento de juventudes en los últimos años ha impulsado el reconocimiento del papel de las juventudes dentro de los procesos organizativos y cambios  sociales, generando incidencia en todos los niveles para la incorporación de la perspectiva de juventudes en el Sistema de Naciones Unidas, el Sistema Americano, sistemas legislativos, políticas públicas, iniciativas, así como al interior de los organismos académicos, gubernamentales y de la sociedad civil. 

### Incidencia global

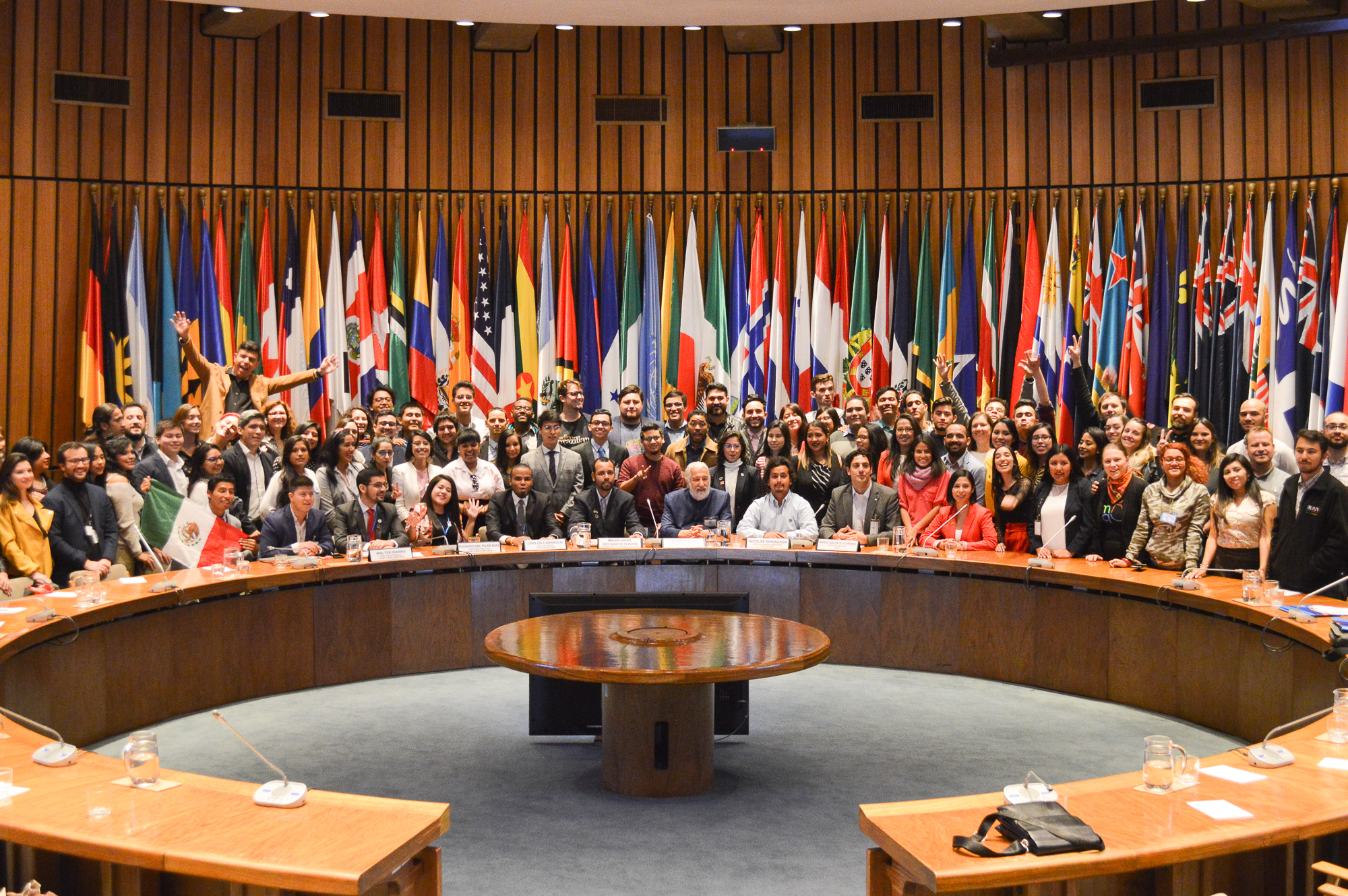
Foro de juventudes de ALC 2030

- Grupo Mayor de Niñez y Juventud de Naciones Unidas
- Organismo Internacional de Juventud para Iberoamérica - OIJ
- Plan de Acción sobre Juventud del Sistema de la ONU (2013)
- Estrategia para la Juventud (2014-2017)- PNUD.
- Resolución del Consejo de Seguridad de Naciones Unidas 2250 sobre juventud, paz y seguridad-ONU.
- Programa Mundial de Juventud para el Desarrollo Sostenible y la Paz –Juventud-GPS (2016-2020)- PNUD.
- Resolución "Participación de los jóvenes en el proceso democrático" en la 122ª Asamblea y en 2013, se estableció el Foro de Jóvenes Parlamentarios- UIP.

### Incidencia regional
- Cumbre de las Américas, 2004, Mar de Plata. Primera reunión de jóvenes para la exigencia de sus derechos a los estados. En la agenda de la cumbre se incluyó: Ampliar las oportunidades de empleo para todos, con atención especial a los grupos vulnerables, minorías, pueblos indígenas, afrodescendientes, personas con discapacidades, los jóvenes y la tercera edad.
- Acuerdo de Escazú: En el marco del segundo aniversario (2020) del Acuerdo Regional sobre el Acceso a la Información, la Participación Pública y el Acceso a la Justicia en Asuntos Ambientales en América Latina y el Caribe (Acuerdo de Escazú), se lanzó el programa de jóvenes Champions de Escazú, que busca para dar voz a las juventudes para garantizar el derecho a un medio ambiente saludable.[28]
- Concausa 2030, es una iniciativa de América Solidaria, UNICEF y CEPAL, en donde jóvenes de 15 a 17 años presentan sus proyectos sociales enfocados en la Agenda 2030 para mejorar las condiciones sociales en sus territorios.[29]
- Girl Up Youth Leadership Summit- Cumbre de liderazgo de mujeres jóvenes.
- Foro de Jòvenes de las Américas- OEA/YABT: Foro de Jóvenes de las Américas creado en 2005 que se constituye como una plataforma oficial en la Organizaciòn de Estados Amèricanos, OEA, para que lo jóvenes de la región de América Latina tomen el liderazgo para contribuir en los espacios de toma de decisiones de sus Estados a través de propuestas y acciones de incidencia.[30]
- Foro de Juventudes ALC 2030 en el Foro de Países de la CEPAL, Chile.   Foro paralelo, de cara al III Foro de países de América Latina y el Caribe para el desarrollo sostenible 2019 de la CEPAL, organizado por Red LAtm, Hemisferio Sustentable,Caricuao Propone, Defensores Do Planeta, Reacción Climática y Juventudes Unidas en Acción. Este proceso reunió las voces de 2000 jóvenes a través de mesas juveniles locales en 18 países y 100 jóvenes reunidos en Chile que elaboraron una declaración conjunta presentada a los Estados.[31]
- Grupo de niñez, adolescencia y juventud: en Mecanismo de Participación de la Sociedad Civil del Foro sobre Desarrollo Sostenible de CEPAL.  Es uno de los grupo de interés que conforman el mecanismo formal que tiene la sociedad civil para participar en temáticas de desarrollo sostenible.[32]
- ¡Juventudes Ya! Campamento regional del Fondo de Población de Naciones Unidas (UNFPA LACRO). Es una estrategia para dinamizar el trabajo en participaciòn juvenil en América Latina y el Caribe, en el marco del Plan Estratégico Global 2018-2021 y la Iniciativa regional de inversión en adolescencia y juventud. Se han realizado dos campamentos regionales en Perú (2018) y México (2019).
- Declaración del Foro de Juventudes Latinoamericanas y Caribeñas (Perú). Juventudes representantes de organizaciones de 33 países de América Latina y el Caribe emitieron la Declaración del Foro de Juventudes Latinoamericanas y Caribeñas, Dentro de la Tercera Reunión de la Conferencia Regional sobre Población y Desarrollo de América Latina y el Caribe, efectuada en la ciudad de Lima, Perú en 2018.
- Declaración regional preparatoria de América  Latina y El Caribe para la cumbre de Nairobi (2019 ).  Reunidas en la ciudad de puebla en México, en preparación de la cumbre de Nairobi.

### Incidencia nacional
- Agenda Nacional de Juventudes - Encuentro Juventudes al Sur (México). La Agenda Nacional de Juventudes, es el producto de la participación y articulación de juventudes de México en el encuentro Juventudes al Sur, realizado en septiembre del 2019 en la ciudad de San Cristóbal de las Casas, Chiapas.
- Consejo Ciudadano de Seguimiento de Políticas Públicas en materia de Juventud- CONSEPP (México). El CONSEPP del Instituto Mexicano de la Juventud, es un órgano que tiene por objeto conocer el cumplimiento dado a los programas dirigidos a las y los jóvenes tanto del Instituto como de las demás Secretarías y Entidades, opinar sobre los mismos, recabar la opinión de los ciudadanos interesados en políticas públicas en materia de juventud y presentar sus resultados y opiniones al director general del Instituto, formulando, en su caso las propuestas correspondientes.

- Campamentos nacionales ¡Juventudes Ya! del Fondo de Población de Naciones Unidas (UNFPA) Estrategia para dinamizar el trabajo en participaciòn juvenil en América Latina y el Caribe, en el marco del Plan Estratégico Global 2018-2021 y la Iniciativa regional de inversión en adolescencia y juventud, que se han realizado en 17 países de la región.
- Foro Permanente de Juventudes 2020 (Venezuela). Se trata de un espacio de encuentro, formación, diálogo y debate, que busca promover una visión compartida de nación a largo plazo en Venezuela.[33]